# Bill Gore
Pour les articles homonymes, voir Gore.
Wilbert Lee « Bill » Gore, né le 25 janvier 1912 à Meridian dans l'Idaho, et mort le 26 juillet 1986, est un homme d'affaires américain et entrepreneur qui a co-fondé W.L. Gore & Associates avec sa femme, Genevieve (Vieve).
Formé en tant qu'ingénieur chimiste et pharmacien, ses intérêts techniques portent sur l'ingénierie des polymères, les applications des méthodes statistiques à l'expérimentation, et les méthodes de la recherche opérationnelle. Il est l'auteur de brevets dans les domaines des matières plastiques, des hydrocarbures fluorés, et de l'électronique. Il est aussi un défenseur actif de l'environnement.

## Biographie
Né en 1912 à Meridian dans l'Idaho, Bill Gore est diplômé en génie chimique (B.S., 1933) et en chimie physique (M.S., 1935) de l'université de l'Utah à Salt Lake City. Son début de carrière inclut un emploi à l'Asarco, Remington Arms, et l'entreprise DuPont.
En 1957, Bill Gore termine sa carrière chez DuPont afin de poursuivre l'idée de fabriquer son propre câble ruban électronique qui était isolé avec du polytetrafluoroéthylène (PTFE) pour l'utiliser dans des ordinateurs . Bill et Vieve fondent leur entreprise, W. L. Gore & Associates, dans le sous-sol de leur domicile à Newark, Delaware en 1958. L'un des processus clés a été suggéré par leur fils, Bob Gore, alors étudiant en deuxième année au collège. En 1960, l'augmentation des commandes pour leur câble ruban MULTI -TET, notamment un contrat avec l'entreprise Denver Water, entraîne la construction d'une usine de fabrication séparée
Sous la direction de Bill Gore, l'entreprise est passée d'une modeste entreprise à une société internationale mieux connue pour ses tissus imperméables, respirant Gore-Tex. Aujourd'hui, la société dispose d'une large gamme de produits à base de PTFE comprenant des câbles pour la transmission de signaux électroniques, diverses applications industrielles, implants médicaux et tissus laminés
Bill Gore a occupé le poste de président de WL Gore & Associates jusqu'à ce qu'il démissionne en 1976, en faveur de son fils, Bob. Bill a conservé sa position de président du conseil d'administration jusqu'à sa mort. Il est décédé à la suite d'une crise cardiaque à l'âge de 74 ans en juillet 1986, alors qu'il voyageait sac au dos dans Wyoming's Wind River Range

## Prix et distinctions
Bill Gore a été honoré par de nombreuses entreprises, l'éducation, et les récompenses de la communauté, y compris une Médaille de Distinction de l'University of Delaware (1983) et un doctorat honorifique en sciences humaines (1971) du Westminster College. En 1985, Bill Gore reçoit le Prince Philip Award pour les polymères dans le service de l'humanité, qui a honoré la division des produits médicaux de Gore. Le prix est décerné en reconnaissance de polymères qui ont fourni un service important pour l'humanité. Il a été intronisé à titre posthume dans le Plastics Hall of Fame en 1990. En 2012, il figure parmi les 50 plus influentes personnes du Delaware des 50 dernières années
Bill et Vieve Gore étaient de généreux donateurs pour des établissements d'enseignement, des services communautaires et de charité.